# Дискоголовы
Дискоголовы (лат. Cycloramphus) — род бесхвостых земноводных из семейства Cycloramphidae. Родовое название происходит от др.-греч. κυκλος  — «круглый» и др.-греч. ῥαμφος — «нос». Род включает виды, встречающиеся на юго-востоке Бразилии.

## Классификация
На февраль 2023 года в род включают 30 видов:
- Cycloramphus acangatan Verdade and Rodrigues, 2003
- Cycloramphus asper Werner, 1899 — Колючий дискоголов
- Cycloramphus bandeirensis Heyer, 1983 — Пятнистый дискоголов
- Cycloramphus bolitoglossus (Werner, 1897) — Гладкий дискоголов
- Cycloramphus boraceiensis Heyer, 1983 — Бугорчатый дискоголов
- Cycloramphus brasiliensis (Steindachner, 1864) — Бразильский дискоголов
- Cycloramphus carvalhoi Heyer, 1983 — Дискоголов Карвальо
- Cycloramphus catarinensis Heyer, 1983 — Скромный дискоголов
- Cycloramphus cedrensis Heyer, 1983
- Cycloramphus diringshofeni Bokermann, 1957 — Малый дискоголов
- Cycloramphus dubius (Miranda-Ribeiro, 1920) — Шагреневый дискоголов
- Cycloramphus duseni (Andersson, 1914) — Бородавчатый дискоголов
- Cycloramphus eleutherodactylus (Miranda-Ribeiro, 1920) — Лесной дискоголов
- Cycloramphus faustoi Brasileiro, Haddad, Sawaya, and Sazima, 2007
- Cycloramphus fuliginosus Tschudi, 1838 — Тёмный дискоголов
- Cycloramphus granulosus Lutz, 1929 — Зернистый дискоголов
- Cycloramphus heyeri Segalla et al., 2021
- Cycloramphus izecksohni Heyer, 1983 — Дискоголов Изексона
- Cycloramphus juimirim Haddad and Sazima, 1989
- Cycloramphus lithomimeticus Silva and Ouvernay, 2012
- Cycloramphus lutzorum Heyer, 1983 — Яйцевидный дискоголов
- Cycloramphus migueli Heyer, 1988
- Cycloramphus mirandaribeiroi Heyer, 1983 — Речной дискоголов
- Cycloramphus ohausi (Wandolleck, 1907) — Колючепалый дискоголов
- Cycloramphus organensis Weber et al., 2011
- Cycloramphus parvulus (Girard, 1853)
- Cycloramphus rhyakonastes Heyer, 1983 — Краснобрюхий дискоголов
- Cycloramphus semipalmatus (Miranda-Ribeiro, 1920) — Ручьевой дискоголов
- Cycloramphus stejnegeri (Noble, 1924) — Норный дискоголов
- Cycloramphus valae Heyer, 1983 — Водопадный дискоголов